# Jan XI (syryjsko-prawosławny patriarcha Antiochii)
Jan XI (ur. ?, zm. ?) – w latach 1208–1220 80. syryjsko-prawosławny Patriarcha Antiochii.